# 人吉機関区

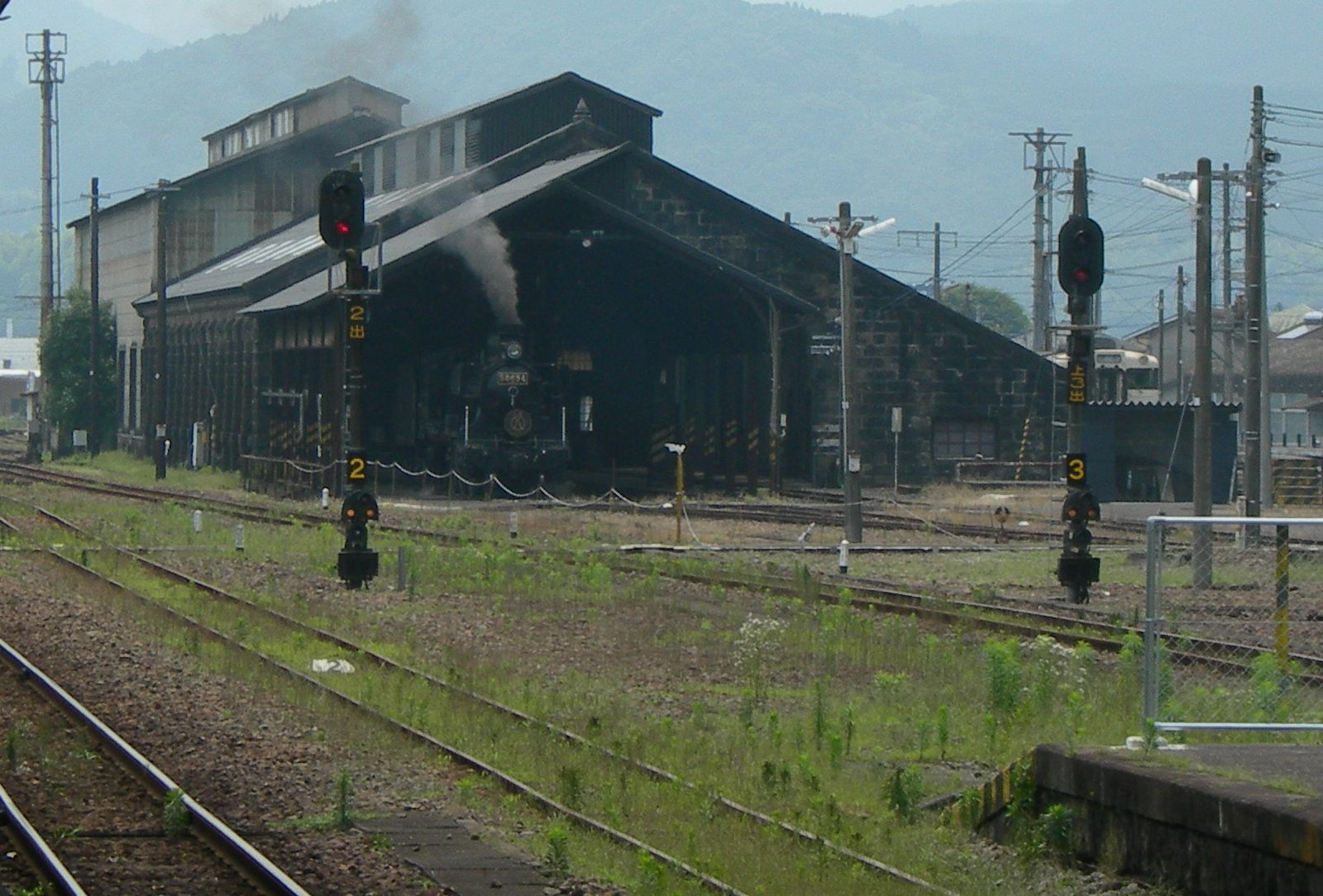
旧人吉機関区機関庫（人吉駅ホームより）

人吉機関区（ひとよしきかんく）は、かつて熊本県人吉市にあった日本国有鉄道の車両基地（機関区）である。
人吉駅に隣接して設置され、肥薩線・湯前線（現くま川鉄道湯前線）で運用される機関車・気動車が配置されていた。
旧人吉機関区構内は現在も「SL人吉」等の肥薩線で運用される車両の留置線があるほか、くま川鉄道の車庫も置かれている。旧機関区の石造機関庫が現存しており、経済産業省より「近代化産業遺産」のひとつに認定されている。（後述）

## 沿革
- 1908年（明治41年）6月1日 - 人吉駅までの開業時に官設鉄道人吉機関庫として開設される。
- 1909年（明治42年）11月21日 - 人吉駅～吉松駅間が開業し、当時の鹿児島本線全通。矢岳越え区間専用機関車として3100形が配置された。
- 1975年（昭和50年） - 湯前線での蒸気機関車運用が終了。
- 1987年（昭和62年）
  - 3月1日 - 人吉運転区に改組[1]。
  - 4月1日 - 九州旅客鉄道（JR九州）に承継される。

## 主な所属車両

### 機関車
- 3100形
- 4110形
- 5700形
- 6760形
- 8620形 - 「SL人吉」用58654号機の国鉄での現役時代最終配置区となった（1975年廃車）。
- C51形
- C55形
- C57形
- D51形
- E10形

### 気動車
- キハ41000形
- キハ10系
- キハ20系
- キハ40系
- キハ58系

### 所属車両の車体に記されていた記号
- 機関車：「人」 - 「人吉」を意味する「人」からなる。
- 旅客車：「熊ヒト」 - 「熊本鉄道管理局」を意味する「熊」と人吉の電報略号の「ヒト」からなる。

## 人吉機関区車庫
車庫は1911年（明治44年）の建築で、石造平屋建て、幅16.4m、奥行50.8m。庫内には3線が引き込まれており、検修整備が行われる。石造の機関庫として現存し2009年現在も使用されているのは国内唯一となっており、経済産業省より「人吉機関区車庫」として近代化産業遺産の一つに認定されている。また、国土交通省九州運輸局より「JR九州人吉機関車庫」として九州遺産（近現代遺産）に認定されている。